# Рапопорт, Яков Львович
Яков Львович Рапопорт (19 ноября 1898, Симферополь — 17 марта 1996, Москва) — советский учёный-медик, патологоанатом, мемуарист. Доктор медицинских наук, профессор (1935). Заслуженный деятель науки РСФСР (1970).

## Биография
Родился 6 ноября (по старому стилю) 1898 года в Симферополе, в семье орлянского мещанина (Бельского уезда Гродненской губернии) Шама-Лейба Йоселевича-Шабсовича Рапопорта и Суры-Райхли Рапопорт. В 1915 году окончил с золотой медалью Симферопольское реальное училище, приехал в Петроград и подал документы в Консерваторию и на медицинский факультет университета. Поступил туда и туда, но выбрал медицину.
В 1917 году надолго заболел сыпным тифом, и после Октябрьской революции вернулся в Симферополь и там продолжил учёбу в мединституте. Одновременно работал фельдшером в больнице.
В ноябре 1920 года уехал в Москву, зачислен на 4 курс медицинского факультета МГУ, окончил в 1922 году.
С 1922 по 1942 год работал во 2-м Московском медицинском институте. В 1935 году защита докторской диссертации на тему «Роль неспецифической аллергии в возникновении и локализации туберкулеза органов дыхания», премированная Наркомздравом. С 1938 профессор кафедры патологической анатомии. Был заместителем директора института по научной и учебной части и деканом педиатрического факультета. В 1939 году организовал филиал кафедры патологической анатомии на базе 1-й Городской больницы.
С 1942 по февраль 1945 года главный патолог Карельского, затем 3-го Прибалтийского фронта, подполковник медслужбы. Демобилизовался после тяжёлого ранения (контузия головного мозга и перелом правого плеча), полученного в конце 1944 года.
В июне 1945 года зачислен старшим научным сотрудником лаборатории патологической анатомии в только что созданном Институте нормальной и патологической морфологии АМН СССР (работал там до сентября 1951 года). Основной темой научных исследований была патология сердечно-сосудистой системы. Одновременно возглавлял гистологическую лабораторию в Государственном НИИ контроля противоинфекционных препаратов им. Тарасевича.
Один из главных фигурантов «Дела врачей» 1953 года (2 месяца, с 3 февраля по 3 апреля провёл в Лефортовской тюрьме, освобождён после смерти Сталина).
С 1958 до выхода на пенсию в 1978 году работал в институте Грудной хирургии АМН СССР заведующим лабораторией патоморфологии.
Похоронен в Москве на Головинском кладбище.

## Семья
- Жена (с 1924 года) — Софья Яковлевна Рапопорт (урождённая Эпштейн, 1899—1971), физиолог, доктор медицинских наук. Её брат, Григорий Яковлевич Эпштейн (1897—1964), доктор медицинских наук, профессор и заведующий кафедрой травматологии Ленинградского государственного института усовершенствования врачей и начальник отдела в Ленинградском институте травматологии и ортопедии имени Р. Р. Вредена.
  - Дочь — Ноэми Яковлевна Рапопорт (род. 1929), врач, автор книги воспоминаний «На что жалуетесь?: из воспоминаний советского врача» (Франкфурт-на-Майне: Литературный европеец, 2006. — 256 с.).
  - Дочь — Наталья Рапопорт (англ. Natalya Rapoport, род. 1938), советский и американский химик и фармаколог, писатель-прозаик, публицист, доктор химических наук, профессор Университета Юты.
- 2-я жена: Екатерина Иосифовна.

## Научная деятельность
- Опубликовал более 200 научных работ, труды по патоморфологии лепры, туберкулёза, ревматизма и др.
- В 1936 году издал учебник «Общая патология» для средних медицинских школ, по нему занимались и студенты вузов.
- Участник ликвидации очага лёгочной чумы в 1939 году (лично вскрывал трупы умерших).
- Главный труд: Рапопорт Я. Л. Курс патологии (патологическая физиология и патологическая анатомия). — М.: Государственное издательство медицинской литературы, 1950[4].

## Мемуары
- Рапопорт Я. Л. Воспоминания о «деле врачей» // Дружба народов. 1988. — № 4. — С. 222—245.
- Рапопорт Я. Л. На рубеже двух эпох: Дело врачей 1953 г. — М.: Книга, 1988. — 271 с., портр.
- Рапопорт Я. Л. На рубеже двух эпох: Дело врачей 1953 года. — СПб.: Изд-во «Пушкинского фонда», 2003. — 280 с., ил.

## Награды
Награждён орденом Ленина, орденами Красной Звезды и Отечественной войны 1-й и 2-й степеней, медалями (в том числе «За боевые заслуги») и значком «Отличнику здравоохранения». Заслуженный деятель науки РСФСР (1970).